# Kamila Slocinska
Kamila Slocinska (født 16. april 1981 i Warszawa, Polen) er en dansk/polsk illustrator, forfatter og kunstner. 
Kamila Slocinska er uddannet på Danmarks Designskole og Glasgow School of Art (en)  og har desuden været i lære hos den anerkendte danske illustrator Lilian Brøgger. 
Siden sin billedbogsdebut med illustrationerne til Kim Fupz Aakesons Paradis (2011), har hun illustreret over 20 billedbøger og digitale fortællinger, skrevet af nogen af Danmarks mest anerkendte forfattere, og samarbejdet med flere udenlandske forfattere, bl.a. Haruki Murakami .
Slocinska skriver og illustrerer også egne billedbøger. Hendes illustrationer kan udover Danmark ses i billedbøger i Tyskland, Sverige, Norge og Kina. Udover at illustrere bøger, udstiller Slocinska også ofte tegninger i bl.a. CMYKkld og Galleri Klejn.
Hendes søn, Sofus Slocinski (født 2009), debuterede i 2020 som illustrator og billedbogsforfatter med bogen Detektiger og computermysteriet, der udkom på forlaget Jensen & Dalgaard til fine anmeldelser .

## Hæder
- Nomineret. Kulturministeriets Illustratorpris for Tomat, 2019
- Shortlisted for Tomat, Nami Concours, 2019 [4]
- Best Digital Fiction Award for Wuwu & Co., Bologna Ragazzi, 2016 [5]
- Bedste Dansksprogede Spil for Wuwu & Co., Spilprisen, 2015 [6]
- Nomineret. Best Artistic Achievement  for Heartbeats, Nordic Game Awards, 2015 [7]
- Nomineret. Artistic Achievement of The Year Award for Heartbeats, Spilprisen, 2015 [8]
- Nomineret. Kulturministeriets Illustratorpris for Pelle Pelle Santana og øerne, 2013
- Communication Arts Award of Excellence. Illustration for Køteren, 2013 [9]
- White Ravens (en)-kataloget, Hunden der ikke troede på op, 2012